# Frying Pan Lake
Frying Pan Lake nebo také Waimangu Cauldron je termální pramen na Novém Zélandu. Má rozlohu 3,8 hektaru, průměrná hloubka činí šest metrů a maximální přes dvacet metrů a objem 200 000 m³, řadí se tak k největším geotermálním jezerům na světě.
Pramen se nachází v kráteru Echo, který náleží k chráněné oblasti údolí Waimangu nedaleko města Rotorua (region Bay of Plenty). Horké prameny zde vznikly v důsledku erupce sopky Mount Tarawera 10. června 1886, k poslednímu výbuchu došlo 22. února 1973. Voda dosahuje teploty 55-60 °C a má pH 3,8, díky unikajícímu oxidu uhličitému a sulfanu jezero neustále bublá a hladina je zahalena oblaky páry. Ve vodě žijí termofilní organismy, jako je Cyanidium caldarium.